# Götz George

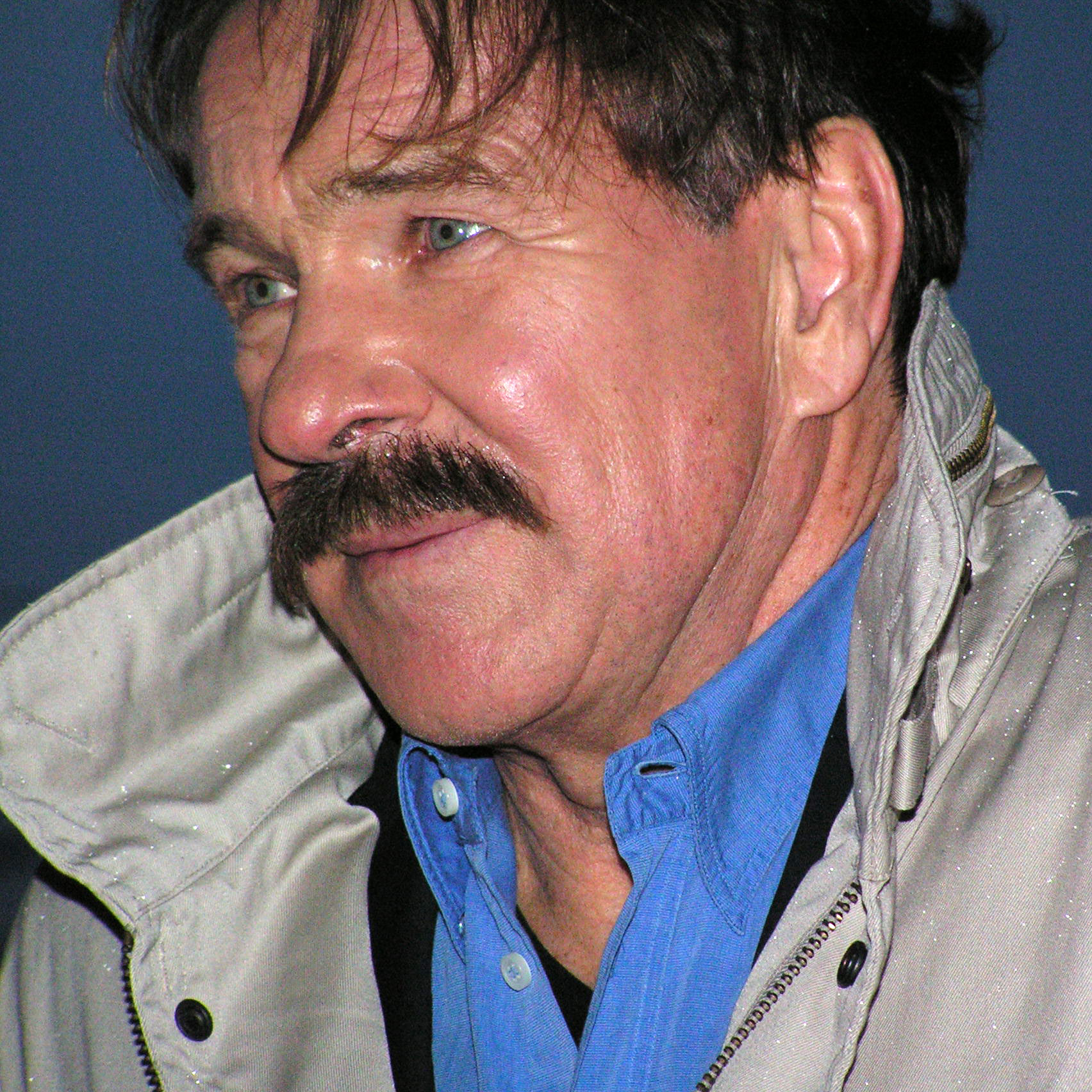
Götz George în rolul lui Horst Schimanski

Götz George (n. 23 iulie 1938, Berlin, Germania Nazistă – d. 19 iunie 2016, Hamburg, Germania) a fost un actor de film și teatru german, fiul cuplului de actori Berta Drews și Heinrich George. Este cunoscut prin serialul Tatort unde a jucat rolul comisarului duisburgez, Schimanski. Printre cele mai cunoscute filme ale sale se numără Chermesa, Comoara din Lacul de Argint (1962), Printre vulturi (1964)

## Biografie
Götz George a debutat pe scenă la vârsta de doisprezece ani în 1950 în Mein Herz ist im Hochland de William Saroyan la teatrul Hebbel din Berlin. În 1953, având vârsta de 15 ani, a primit primul său rol mic alături de Romy Schneider în Când înflorește liliacul alb. În același an a jucat pentru prima dată, la fel ca mai târziu, alături de mama sa Berta Drews în Richard al III-lea al lui Shakespeare. Din 1955 până în 1958 a studiat cu profesoara Else Bongers la studioul pentru juniori UFA din Berlin. În 1956, a jucat un rol principal în fața camerei pentru prima dată în filmul DEFA Alter Kahn und junge Liebe. Cu filmul Jacqueline, George s-a făcut în 1959 descoperit în rândul criticilor și al publicului. Pentru rolul său, i s-a acordat Premiul Criticii Filmului German și Premiul Filmului German (Cel mai bun actor tânăr).
Götz George a debutat în teatru la recomandările mamei sale, la teatrul din Göttingen sub îndrumarea lui Heinz Hilpert.
Încă din anii 1960, la vârsta de 20 de ani, a devenit cunoscut unui public mai larg prin roluri secundare în mai multe ecranizări ale cărților cu indieni ale lui Karl May. A început în 1962 cu rolul fiului fermierului Fred Engel în filmul Comoara din Lacul de Argint și în același an a primit Premiul Bambi pentru cel mai bun actor tânăr. George a făcut toate cascadoriile el însuși, inclusiv în rolul său principal de șerif în Ei l-au numit Gringo.
În anii 1970 a jucat în principal teatru și a participat la producții de seriale de televiziune. În 1977 a fost repartizat într-un rol principal de film în Moartea e meseria mea (Aus einer Deutschen Leben), în rolul lui Franz Lang, un personaj care a fost dezvoltat din biografia comandantului lagărului din Auschwitz, Rudolf Höß, după romanul omonim din 1952 al scriitorului francez Robert Merle. Au urmat câțiva ani de roluri pe scenele teatrelor alături de Sonja Ziemann sau în piesele lui Tennessee Williams, Gogol sau Cehov.
George a avut cel mai mare succes de audiență la telespectatori în anii 1980 cu episoadele de pe scena crimei din serialul Schimanski de pe canalul WDR, care au fost prezentate în perioada 1981-1991.
George a fost căsătorit cu actrița Loni von Friedl din 1966 până în 1976. S-au cunoscut în 1962, când li s-a acordat ficăruia premiul Bambi ca cei mai buni actori tineri. În urma căsătoriei au avut fiica Tanja George, născută în 1967, care a regizat mai multe scurtmetraje din 1991 până în 1995.
Din 1998, Actorul a fost împreună cu jurnalista Marika Ullrich din Hamburg , cuplul căsătorindu-se în 2014. 
Götz George a decedat în 19 iunie 2016, la vârsta de 77 de ani, la Hamburg. A fost înmormântat în prezența familiei din Berlinul său natal, la cimitirul Zehlendorf, alături de mormântul tatălui său.

## Filmografie selectivă
Cinematografie
- 1953 Când înflorește liliacul alb (Wenn der weiße Flieder wieder blüht), regia Hans Deppe
- 1957 Alter Kahn und junge Liebe, regia Hans Heinrich
- 1959 Jacqueline, regia Wolfgang Liebeneiner
- 1960 Chermesa (Kirmes), Wolfgang Staudte
- 1961 Der Teufel spielte Balalaika
- 1962 Comoara din Lacul de Argint (Der Schatz im Silbersee), regia Harald Reinl
- 1962 Das Mädchen und der Staatsanwalt
- 1964 Printre vulturi (Unter Geiern), regia Alfred Vohrer
- 1965 Ferien mit Piroschka
- 1965 Sie nannten ihn Gringo
- 1966 Winnetou und das Halbblut Apanatschi
- 1968 Der Todeskuss des Dr. Fu Man Chu
- 1968 Commandos (Himmelfahrtskommando El Alamein/Commandos)
- 1970 Ostwind (Le vent d'est)
- 1977 Moartea e meseria mea (Aus einem deutschen Leben), regia Theodor Kotulla
- 1984: Abwärts
- 1985 Dinte pentru dinte (Zahn um Zahn)
- 1987 Zabou
- 1988 Die Katze
- 1989 Der Bruch (film DEFA / WDR)
- 1992 Schtonk!
- 1993 Ich und Christine
- 1993 Die Sturzflieger
- 1995 Der Totmacher
- 1997 Rossini – oder die mörderische Frage, wer mit wem schlief
- 1998 Das Trio
- 1998 Solo für Klarinette
- 1999 Nichts als die Wahrheit, regia Roland Suso Richter
- 2001 Viktor Vogel – Commercial Man
- 2005 Maria an Callas
- 2009 Mein Kampf
- 2012 Zettl

Filme de televiziune
- 1957 Kolportage

- 1995 Das Schwein – Eine deutsche Karriere
- 2002 Mein Vater
- 2010 Zivilcourage, regia Dror Zahavi
- 2012 Deckname Luna (două părți)

- 2016 Böse Wetter – Das Geheimnis der Vergangenheit

- Serialul Tatort
- Serialul Schimanski

## Premii (selecție)

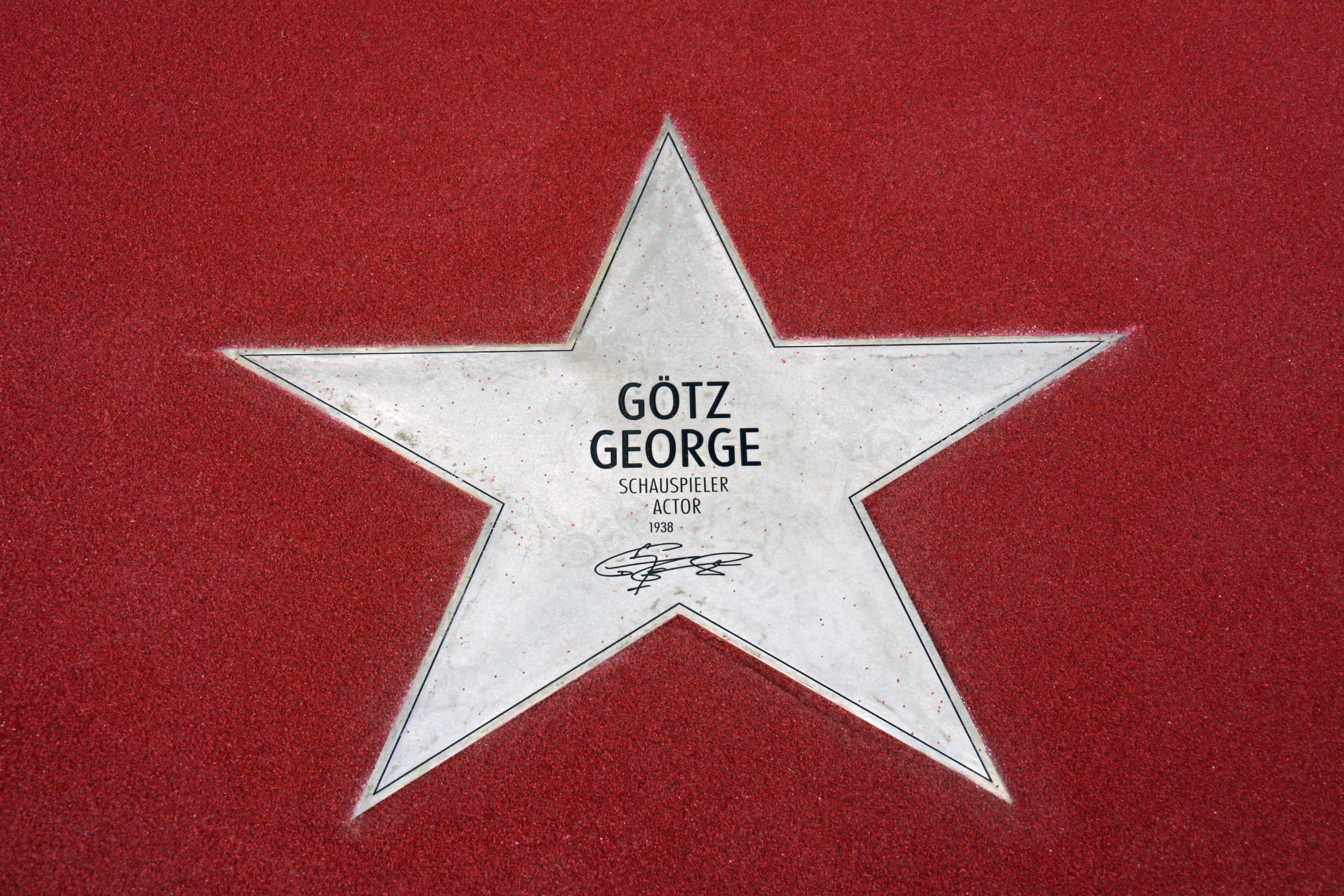
Steaua lui Götz George pe Bulevardul Stelelor în Berlin

- 1960: Filmband in Silber (Cel mai bun actor tânăr) pentru Jacqueline
- 1961: Premiul criticii pentru Jacqueline
- 1962: Bambi
- 1984: Bambi
- 1985: Deutscher Darstellerpreis pentru Seria Tatort
- 1985: Pelicula de aur (Cel mai bun actor) pentru filmul Abwärts
- 1992: Goldene Kamera
- 1992: Bambi
- 1995: Coppa Volpi la Festivalul de la Veneția (Premiul actorilor) pentru Der Totmacher
- 2000: Festival International de Film Brussels: Irisul de Argint pentru actori pentru Nichts als die Wahrheit
- 2003: Premiul Emmy pentru Mein Vater
- 2010: Stea pe Bulevardul Stelelor din Berlin
- 2013: Deutscher Schauspielerpreis (Premiu onorific pentru munca sa din viață)